# Bozanê
Bozanê (kurd: Bozanê, àrab: عين عيسى, ʿAyn ʿĪsà) és una ciutat de Síria situada a la regió autònoma del Kurdistan occidental.
El nom kurd de la ciutat és Bozanê. El nom àrab és عين عيسى, Ain Issa, que vol dir ‘Font d'Issa’.
El juny de 2015, Bozanê va ser presa per la milícia de les Unitats de Protecció del Poble Kurd (YPG), les Unitats de Protecció de les Dones (YPJ) i la Brigada Revolucionària de Raqqa durant la seva ofensiva a Tell Abyad. Tot i que poc després fou capturada pels militants de l'Estat Islàmic, la YPG va recuperar la ciutat a principis de juliol. El 14 d'octubre de 2019, l'exèrcit sirià va entrar i va establir un control conjunt sobre Bozanê després d'un acord amb les FDS per evitar l'ofensiva turca de la regió. El setembre de 2018 es va convertir en la seu de l'Administració Autònoma del Nord i Est de Síria.